# Kétszínű luc
A kétszínű luc (Picea alcoquiana, illetve Picea bicolor) a fenyőalakúak (Pinales) rendjében a fenyőfélék (Pinaceae) családjába sorolt lucfenyő (Picea) nemzetség egyik faja. 

## Származása, elterjedése
Japánból, Honshu szigetéről származik; érdekes lombja miatt szerte a világon dísznövénynek ültetik.

## Megjelenése, felépítése
A Kárpát-medencében 20–25 m magasra nő meg. Ágai örvökben állnak.
10–20 mm hosszú, tűleveleinek a színe sötétzöld, a fonáka ezüstös; a színeknek ez a különbözősége adja kertészeti értékét.
6–10 cm hosszú toboza fiatalon liláspiros, éretten megbarnul.

## Életmódja, termőhelye
Honshun 700–2180 m között nő (IUCN). Teljesen télálló. A lucfenyő-gubacstetű (Adelges abietis) a közönséges lucnál kevésbé károsítja.

## Alfajok, változatok

### Természetes változatai
- P. a. var. acicularis
- P. a. var. alcoquiana (törzsváltozat)
- P. a. var. reflexa[1]

### Kertészeti változatok

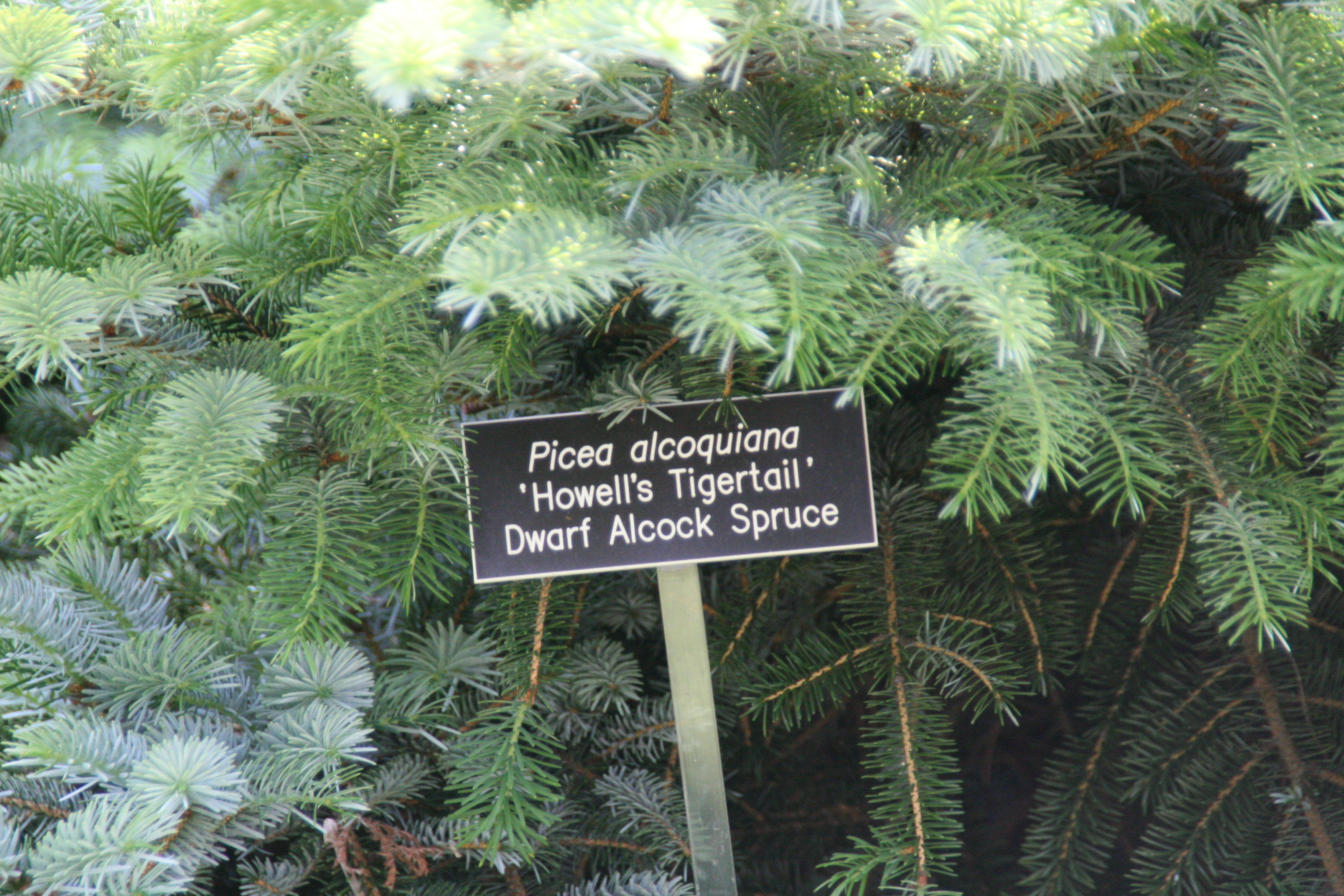
'Howell tigrisfarka'

Számos szelektált formája ismert.